# Colonia los Remedios
Colonia los Remedios är en ort i Mexiko, tillhörande kommunen Axapusco i delstaten Mexiko, i den centrala delen av landet. Orten hade 1 206 invånare vid folkräkningen 2010 och är det femte största samhället i kommunen.